# 张采丞故居
张采丞故居，中华民国时期商人张采丞的故居，位于济南市市中区经三路80号，2013年12月20日被济南市人民政府公布为第四批市级文物保护单位。